# Richard von Winterfeld (Landrat)
Richard Hans Karl von Winterfeld (* 29. Dezember 1884 in Berlin; † 20. Januar 1965 in Darmstadt) war ein preußischer Verwaltungsjurist und wirkte als Landrat im Kreis Frankenberg (1921–1934) der Provinz Hessen-Nassau sowie im Kreis Randow (1937–1939) und im Kreis Greifenhagen (1940–1945) der Provinz Pommern.
Richard von Winterfeld stammte aus dem märkischen Uradelsgeschlecht  von Winterfeld und war Sohn des preußischen Generals der Infanterie Hans von Winterfeld. Ab 1916 war er als preußischer Regierungsassessor tätig, zunächst bei der Regierung in Königsberg, dann bei den Landratsämtern in Dortmund, Bochum und Hamm und dann beim Oberpräsidium der Provinz Hessen-Nassau in Kassel. 1921 war er zunächst vertretungsweise, ab 1922 definitiv Landrat im Kreis Frankenberg in der Provinz Hessen-Nassau. Zum 6. Januar 1934 wurde er in den einstweiligen Ruhestand versetzt, aber noch im gleichen Jahr Regierungsrat zunächst bei der Regierung in Stettin und dann beim Oberpräsidium der Provinz Pommern. 1937 wurde er zunächst kommissarisch, 1938 definitiv Landrat des pommerschen Kreises Randow. Nachdem der Kreis Randow zum 15. Oktober 1939 aufgelöst worden war, wurde er 1940 Landrat des benachbarten Kreises Greifenhagen und blieb bis 1945 im Amt.

## Weblink
- Winterfeld, Richard Hans Karl von. Hessische Biografie. (Stand: 22. Mai 2024). In: Landesgeschichtliches Informationssystem Hessen (LAGIS).

| Personendaten    | Personendaten                                          |
| ---------------- | ------------------------------------------------------ |
| NAME             | Winterfeld, Richard von                                |
| ALTERNATIVNAMEN  | Winterfeld, Richard Hans Karl von (vollständiger Name) |
| KURZBESCHREIBUNG | preußischer Verwaltungsjurist und Landrat              |
| GEBURTSDATUM     | 29. Dezember 1884                                      |
| GEBURTSORT       | Berlin                                                 |
| STERBEDATUM      | 20. Januar 1965                                        |
| STERBEORT        | Darmstadt                                              |